# إيمونغا إيفانغا
إيمونغا إيفانغا (بالفرنسية: Imunga Ivanga)‏ (مواليد سنة 1967 في ليبرفيل، الغابون) هو مخرج أفلام غابوني.

## مسيرته
ولد عام 1967 في ليبرفيل، الغابون. درس في جامعة ليبرفيل وحصل على درجة الماجستير في الأدب. يتحدث عدة لغات مثل مبونغوي والفرنسية والإنجليزية والإسبانية والإيطالية. بعد عام من دراسة السينما في (FEMIS) في باريس، تخصص في كتابة السيناريو، وفي عام 1996 حصل على شهادته. وهو كاتب غزير الإنتاج حيث كتب عدة سيناريوهات لأفلام قصيرة ومقاطع وأفلام ثائقية . 

## روابط خارجية
- إيمونغا إيفانغا على موقع IMDb (الإنجليزية)
- إيمونغا إيفانغا على موقع ألو سيني (الفرنسية)
- إيمونغا إيفانغا على موقع أول موفي (الإنجليزية)
- إيمونغا إيفانغا على موقع قاعدة بيانات الفيلم (الإنجليزية)
- إيمونغا إيفانغا على موقع كينوبويسك (الروسية)